# اسوتلانا ایشموراتووا
اسوتلانا ایشموراتووا (روسی: Светлана Ирековна Ишмуратова؛ زادهٔ ۲۰ آوریل ۱۹۷۲) ورزشکار دوگانه اهل روسیه بود.

## زندگی نامه

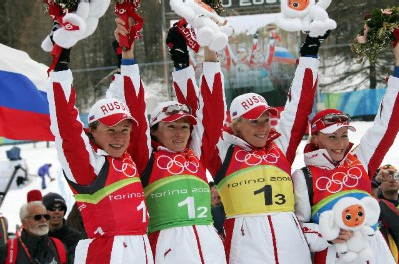
اسوتلانا ایشموراتووا در مقم قهرمانی در سال 2009

سوتلانا ایرکونا ایشموراتوا در زلاتوست ( منطقه چلیابینسک ) به دنیا آمد . سوتلانا ابتدا از مدرسه متوسطه بازرگانی زلاتوست و سپس آکادمی دولتی تربیت بدنی فارغ التحصیل شد. در سال 1991، ایشموراتوا قهرمان نوجوانان اتحاد جماهیر شوروی در مسابقات انفرادی و قهرمان مسابقات تیمی بزرگسالان شد. اما در سال 1996 متهم به دوپینگ شد و به همین دلیل به مدت دو سال محروم شد. این پایان دوران اسکی او بود.
اما در پاییز 1996، یک مربی از مسکو به سوتلانا پیشنهاد داد تا با تیم زنان بیاتلون تمرین کند. و در یک سال سوتلانا قهرمان روسیه شد. در سال 2002، در المپیک سالت لیک سیتی ، او مدال برنز رله را به دست آورد. چهار سال بعد، او دو مدال طلا در بازی های المپیک زمستانی 2006 ، در مسابقه انفرادی و امدادی به دست آورد. علاوه بر این، او دارای شش عنوان قهرمان جهان (در تابستان و زمستان بیاتلون).